# Anopheles barberi
Anopheles barberi là một loài muỗi sinh sống trong hốc cây ở phía đông Bắc Mỹ. Ấu trùng ăn các loài ấu trùng muỗi khác. Nó là một tác nhân trung gian bệnh sốt rét trong phòng thí nghiệm nhưng người ta cho rằng nó là tác nhân truyền bệnh sốt rét trong hoang dã.
- Walter Reed Biosystematic Unit Characteristics, Bionomics, Medical Importance
- GeoSpecies Knowledge Base University of Wisconsin Lưu trữ ngày 26 tháng 7 năm 2011 tại Wayback Machine